# 山口真広
山口 真広（やまぐち まさひろ、1986年8月1日 - ）は、神奈川県横浜市出身のピアニスト。

## 略歴
14歳の頃から、プロのピアニストを目指し始める。東京音楽大学ピアノ演奏家コースを経て、2011年3月に東京音楽大学大学院を卒業。在学中に特待生奨学金を得る。また、短期留学特別奨学金を得て英国王立音楽院に短期留学した他、イギリス、イタリアの講習会に参加し選抜者演奏会に出演。2011年9月からロンドン英国王立音楽院(Royal Academy of Music)大学院課程に留学し2013年7月、同大学大学院課程を特別賞を得て修了。ロンドン大学芸術修士号。
これまでに、ピアノを播本枝未子、倉沢仁子、長川晶子、土田英介、Christopher Elton、Joanna MacGregorに、室内楽を土田英介、篠田昌伸、Carole Presland、Andrew Westに師事。
- イタリア、サンダニエル国際ピアノミーティング：モーツァルト賞、特別賞、フランス音楽賞
- 横浜開港150周年記念ピアノコンクール：第2位
- ピティナ・ピアノコンペティション特級ファイナル入選
- イタリアピアノコンコルソ：金賞
- BBC Promsシリーズ出演
- バース国際音楽祭出演
- ダーティントン国際講習会＆音楽祭出演

これまでに東京交響楽団、東京音楽大学学生オーケストラ、英国王立音楽院吹奏楽団のメンバーと共演。